# 茅島成美
茅島 成美（かやしま なるみ、1942年〈昭和17年〉9月14日 - ）は、日本の女優。本名、川上 静江。旧姓、茅島 静江。Grue所属。
東京府（現・東京都）出身。滝野川女子学園高等学校中退。

## 来歴
茅島静江名義で劇団こまどりに所属し、子役として活動。
1959年、東映ニューフェイス6期生に合格。春海 洋子の芸名で東映京都と契約する（同期は千葉真一・亀石征一郎など）。
東映を1962年に退社し、茅島 成美に改名。改名後は大阪制作のテレビドラマに出演。その後、東京へ戻り、『あいつと私』や『五番町夕霧楼』などに出演した。
1979年より『3年B組金八先生』に理科教師・国井美代子役で出演（第4シリーズでは主幹教諭、スペシャル9で教頭に昇進したが、スペシャル11を最後に定年退職という設定）。ファイナルにも定年後の設定のもと、坂本乙女の結婚式にかつての桜中学教諭らと出演した。なお、初期からシリーズ32年間のうちの大半に出演しており、代表作の1つとなった。
1970年に中尾彬と結婚、1児をもうけるも1975年に離婚。1990年、会社員と再婚。
現在は自宅の隣にアパートを建てて大家でもあると、ゲスト出演時の『爆報! THE フライデー』内でも紹介された。

## 人物
両親が近畿出身者である影響から、京都弁と大阪弁を特技としている。

## 所属事務所経歴
- オフィス川上 → 青年座映画放送（2006年3月1日 - [4]）→イイジマルーム（2011年～2015年まで） → Grue（2016年～）

## 出演作品

### 映画
「茅島 静江」名義
銀座二十四帖（1955年、日活） - みさちゃん

#### 「春海洋子」名義
- 白馬童子 南蛮寺の決斗（1960年、東映） - 夕香里
- 白馬童子 南蛮寺の決斗 完結篇（1960年、東映） - 夕香里
- ひばりの森の石松（1960年、東映） - お弓
- ひばり捕物帖　折鶴駕篭（1960年、東映） - お糸
- 人形佐七捕物帖　血染の肌着（1960年、東映） - お常
- 人形佐七捕物帖　ふり袖屋敷（1960年、東映） - お光
- 海賊八幡船（1960年、東映） - お春
- 大江戸喧嘩まつり（1961年、東映） - おきん
- 花かご道中（1961年、東映） - お新
- 八州血煙り笠（1961年、東映） - 〆香
- 柳生武芸帳 （1961年、東映） - 楓
- 花笠ふたり若衆 （1961年、東映） - お浜
- ちやりんこ街道（1961年、東映） - お峰
- 橋蔵の若様やくざ（1961年、東映） - おせつ
- 幽霊五十三次（1961年、東映） - お澄
- 新吾二十番勝負 第二部（1961年、東映） - 蝶
- 若君と次男坊（1961年、東映） - お駒
- 美男の顔役（1962年、東映） - お峰

#### 「茅島成美」名義
- 君に幸福を センチメンタル・ボーイ（1967年） - 村越仙子 役
- けんか空手 極真拳（1975年） - 仁科幸恵 役
- 俺ら東京さ行ぐだ（1985年） - 福士絹代 役
- 卒業プルーフ（1987年） - 竹下副部長 役
- 八月の狂詩曲（1991年） - 町子
- 白鳥麗子でございます!（1995年） - 秋本芳江 役
- 友子の場合（1996年） - たこばしらのおばさん
- 世にも奇妙な物語（2000年） - 徳永有一の母
- 青春ばかちん料理塾（2003年） - 小暮和子 役
- 博士の愛した数式（2006年） - 家政婦
- 椿山課長の七日間（2006年） - 施設の先生
- 母べえ（2008年） - 渡辺夫人 役
- おとうと（2010年） - 丹野信子 役
- 東京家族（2013年） - 服部京子 役
- オケ老人!（2016年） - 清水真弓（真弓センセイ） 役

### テレビドラマ

#### NHK
- 連続テレビ小説
  - うず潮（1964年 - 1965年） - きみ子 役
  - おはなはん（1966年 - 1967年）
  - 本日も晴天なり（1981年 - 1982年） - 花山絹子 役
- 人形佐七捕物帳（1965年） - 暁雪の娘
- 銀河テレビ小説
  - 雨やどり（1975年） - 芳江 役
- ふりむくな鶴吉（1975年） - おさき 役
- 徳川家康（1983年） - 饗庭の局 役
- 鳥帰る（1996年）
- 本日は大安なり（2012年） - 白須りえの母 役
- 黒猫、ときどき花屋（2013年） - 江本信子 役
- だから荒野（2015年） - 森村美智子 役
- 逃げる女（2016年） - 川瀬啓子 役
- 定年女子（2017年） - 岡崎公恵 役
- ピンぼけの家族（2020年） - 斉藤晴代 役

#### 日本テレビ
- ある日わたしは（1967年 - 1968年） - 河村秀子 役
- 新五捕物帳
  - 第21話「夜に咲く花ふたり花」（1978年） - おのぶ 役
  - 第57話「津和野かげろう」（1979年） - お栄 役
- 池中玄太80キロ 第1シリーズ 第4話「育てられなきゃ産むな」（1980年4月26日） - 児童保護センターカウンセラー
- 先生は一年生（1981 - 1982年） - 中野早織の母 役
- 右門捕物帖（1983年） - おもん 役
- 誇りの報酬 第27話「芹沢刑事・絶体絶命!」（1986年、東宝） - 安井の母 役
- 火曜サスペンス劇場
  - 松本清張の知られざる動機（1983年） - 崎山夫人 役
  - 松本清張スペシャル・一年半待て（1984年） - 富田桂子 役
  - 救急指定病院1（1992年） - 鈴江主任 役
  - 女検事・霞夕子13（1998年） - 野々井怜花 役
- 家なき子（1994年） - 浅野朋枝 役
- ゴーストママ捜査線〜僕とママの不思議な100日〜（2012年） - 北島春枝 役
- 泣いたらアカンで通天閣（2013年） - 三好辰代 役
- 花咲舞が黙ってない（2014年） - 関口静枝 役
- 正義のセ（2018年） - 佐藤フネ 役
- ハコヅメ〜たたかう！交番女子〜（2021年） - 木村珠代 役
- 恋です!〜ヤンキー君と白杖ガール〜（2021年） - おトメばあちゃん 役

#### TBS
- キイハンター　第11話「パリから来た大泥棒」（1968年）
- 影同心シリーズ
  - 影同心 第27話「赤いしごきの殺し節」（1975年） - お妙 役
  - 影同心II 第16話「尼寺女の溜め息」（1976年） - お駒 役
- ポーラテレビ小説　加奈子（1975年 - 1976年） - 西岡弥生 役
- 東芝日曜劇場
  - 女と味噌汁その11 （1968年） - むつみ
  - 松本清張おんなシリーズ・記憶（1978年） - 野上文子 役
  - 松本清張おんなシリーズ・熱い空気（1979年）
- たづたづし（1978年） - 野上文子 役
- 道（1978年11月 - 1979年8月） - 松島時枝 役
- 沿線地図（1979年） - 森村先生 役
- 3年B組金八先生（1979年 - 2011年） - 国井美代子 役
- 2年B組仙八先生（1982年） - 国井美代子 役
- 金田一耕助の傑作推理 ミイラの花嫁（1983年） - 朝吹佐和子 役
- 千春子（1983年） - たま 役
- 妻の旅立ち（1984年）
- 学問ノススメ（1984年） - 馬場志づ子の母 役
- 転校少女Y（1984年） - 小野田清子 役
- 花田春吉なんでもやります（1985年） - 高広の母 役
- 妻そして女シリーズ 心霊ドラマスペシャル　嫉妬主演
- あなただったら?（1986年）
- さよならママ（1987年）
- 水戸黄門 第20部 第9話「黄門様の商ん人修行 -大坂-」（1991年1月7日） - おたか
- 家栽の人（1993年）
- ボクの就職（1994年） - 加藤陽子 役
- 揺れる想い（1995年） - 村田米子 役
- 新婚なり!（1995年）
- ひとりっ子同志（1996年）
- 大好き!五つ子（1999年 - 2009年） - 楠千絵子 役
- GOOD LUCK!!（2003年） - 緒川歩実の叔母
- 砂の器（2004年） - 「大家旅館」の女将
- 女子刑務所東三号棟（2008年） - 杉下園子 役
- 橋田壽賀子ドラマ となりの芝生（2009年） - 秋野波江 役
- ヤマトナデシコ七変化（2010年） - 乳母
- 月曜ゴールデン
  - 上条麗子の事件推理10（2012年） - 鈴木スミ 役
  - おふくろ先生の診療日記7（2015年） - 平松千代子 役
- 半沢直樹（2013年）
- 女はそれを許さない（2014年） - 根岸清美 役
- 同窓生〜人は、三度、恋をする〜（2014年） - 岩井さん 役
- SAKURA〜事件を聞く女〜（2014年） - 金子しず江 役
- 警部補・杉山真太郎〜吉祥寺署事件ファイル（2015年） - 江本夫人 役
- ナポレオンの村（2015年） - 田山タミ 役
- 37.5℃の涙（2015年） - 森良美 役
- A LIFE〜愛しき人〜（2017年） - 安井久乃 役
- 99.9-刑事専門弁護士- SEASONⅡ（2018年） - 久世トキ子 役
- 月曜名作劇場
  - 犯罪資料館 緋色冴子シリーズ1（2016年） - 野口朝子 役
  - 温泉殺人事件シリーズ3（2017年） - 岡本トミ子 役
  - 警視庁SP特命係（2019年） - 原菊子 役
- 最愛（2021年） - 長岡恵 役
- 夕暮れに、手をつなぐ（2023年） - 浅葱たまえ 役[5]

#### フジテレビ
- 三匹の侍
  - 第4シリーズ
    - 第12話「悪銭」（1966年） - かつえ 役
    - 第17話「悪童ども」（1967年） - お竹 役

  - 第5シリーズ 第14話「空っ風野郎」（1968年） - お光 役
- 銭形平次 第28話「名刀の罪」（1966年） - 民江 役
- 眠狂四郎 第15話「生々流転」（1967年）
- 五番町夕霧楼（1968年） - 夕子 役
- 大奥（1968年） - そめ 役
- 不信のとき（1978年） - 浅井道子 役
- また逢う日（1983年）
- 野球狂の詩（1985年）
- あによめ（1986年）
- 乱歩賞作家サスペンス「ころす・の・よ」（1988年）
- しゃぼん玉（1991年11月28日） - 平松千代子 役
- 噺家カミサン繁盛記（1991年） - 村山かな江 役
- この世の果て（1994年） - 村井早苗 役
- 魅せられて（1994年） - 仁科順子 役
- ハッピーマニア（1998年） - 重田和代 役
- 神様のいたずら（2000年） - 北沢弥生 役
- 女優・杏子（2001年） - 桑原孝枝 役
- 幸せ咲いた〜結婚相談所物語〜（2003年） - 望月雅江 役
- 救命病棟24時（2013年） - 小野寺節子 役
- 天誅〜闇の仕置人〜（2014年） - 菅井知世子 役
- 花嫁のれん 第3シリーズ（2014年） - 工藤ミヨ 役
- 日本のヴァイオリン王〜名古屋が生んだ世界のマエストロ 鈴木政吉物語〜（2016年） - 近藤八重 役
- わたしのお嫁くん 第8話（2023年） - 速見勝子 役
- 金曜エンタテイメント
  - 腕まくり看護婦物語3（1994年） - 堀内直子 役
  - ニュースキャスター沢木麻沙子4（2001年） - 細見春子 役
- 金曜プレステージ
  - 津軽海峡ミステリー航路7（2008年） - 青柳亜紀子 役
  - 鬼刑事 米田耕作（2012年 - 2013年） - 川西美智子 役
  - 所轄刑事7（2012年） - 野々村照代 役

#### テレビ朝日
- 白馬童子（1960年） - 夕香里 ※春海洋子名義
- 特別機動捜査隊　第281話「正午のアリバイ」（1967年・NET）-芳子
- 素浪人 花山大吉（1969年 - 1970年）
  - 第10話「坊さんまるまる損をした」
  - 第30話「歴史に残る妻だった」 - 逢い引きの相手の女
- 必殺シリーズ（ABC / 松竹）
  - 必殺商売人 第16話「殺して怯えた三人の女」（1978年） - おつな 役
  - 必殺仕事人 第41話「織技重ね裏返し」（1980年） - お艶 役
- 遠山の金さん 第2シリーズ 第8話「女が渡った泪橋」（1979年） - 文字春
- 長七郎天下ご免! 第35話「おかめが達磨に貰い泣き」（1980年、ANB） - おとき
- 暴れん坊将軍II
  - 第89話「八丁堀師走の恋唄」（1984年） - おりん 役
  - 第143話「倒産前夜の夫婦宣言!」（1986年） - おりん 役
- 迷宮課刑事おみやさん 第4話「13年前の夫婦交換心中が今日…!」（1985年） - 笹本夫人 役
- 私鉄沿線97分署 第86話「サギ師の好きなお葬式!?」（1986年） - 千葉夫人 役
- 土曜ワイド劇場
  - 女弁護士 朝吹里矢子（1994年 - 2000年） - 事務員・吉村サキ 役[6]
  - 松本清張没後10年記念・黒の奔流（2002年） - 太田敏江 役
  - 京都南署鑑識ファイル（2005年 - 2016年） - 久坂竜子 役
- 痛快!婦警候補生やるっきゃないモン!（1987年）
- はぐれ刑事純情派　第7シリーズ（1994年） - 北島トシ子 役
- はみだし刑事情熱系
  - Part1 第3話（1996年） - 原口聡子 役
  - Part2 第16話（1998年） ‐ 吉崎牧子 役
- 君の手がささやいている（1998年）
- 火車（2011年） - 浜田ゆき 役
- 相棒
  - Season10 第1話（2011年） - 酒井幹子 役
  - Season17 第10話（2019年） - 市原澄江 役
- おみやさん（2012年） - 坪内さわ 役
- 捜査地図の女（2012年） - 小山勝代 役
- 緊急取調室（2014年） - 望月芳江 役
- 静おばあちゃんにおまかせ（2018年） - 朝倉喜美代 役
- ザ・トラベルナース Season1（2022年） - 島田八重子 役

#### テレビ東京
- 水曜ミステリー9
  - ひめごと（2008年） - 日野友江 役
  - 松本清張特別企画・聞かなかった場所（2011年） - 丸山芳江 役
- 孤独のグルメ Season2 第12話 （2012年12月26日) - お母さん 役
- 駐在刑事（2018年 - ） - 笹崎治子 役
- 行列の女神～らーめん才遊記〜（2020年） - 大平芳江 役
- 汝の名（2022年） - 松谷継子 役
- ダブルチート 偽りの警官 Season1 第4話（2024年5月17日、テレビ東京・WOWOW） - 浅岡弥栄子 役[7]

#### WOWOW
- 5人のジュンコ（2015年） - 篠田初恵 役

### バラエティー番組
- オールスター感謝祭
- 時代劇法廷（時代劇専門チャンネル）

ほか多数